# Ghost (группа)
Ghost (англ. Призрак, привидение, также известные как Ghost B.C.) — шведская рок-группа, основанная в 2006 году в Линчёпинге. Коллектив состоит из девяти человек: Папы V Перпетуа (фронтмен) и группы музыкантов, которых называют Безымянными Гулями.
В 2010 году Ghost выпустили три демо-трека, затем сингл «Elizabeth», и уже в октябре последовал релиз дебютного студийного альбома Opus Eponymous. Британский рок-журнал Kerrang! включил композицию «Ritual» в «Топ-50 самых злых песен в истории». Opus Eponymous, номинированный на престижную шведскую премию «Grammis» (аналог американского «Грэмми»), способствовал росту популярности коллектива не только у себя в стране, но и во всём мире. Второй студийный альбом Infestissumam, выпущенный в апреле 2013 года, выиграл «Grammis» в номинации «Лучший хард-рок/метал альбом». Альбом Meliora, выпущенный в августе 2015 года, подарил Ghost первую в карьере статуэтку «Грэмми» в 2016 году в номинации «Лучшее метал-исполнение» (сингл «Cirice»; на 2024 год Ghost является единственной группой не из США или Великобритании, победившей в этой номинации). В 2018 и 2022 годах группа выпустила два студийных альбома: Prequelle и Impera.
Ghost известны своими эксцентричными выступлениями на сцене. Музыканты группы, Безымянные Гули (также известные как Безымянные Упыри), носят маски, которые скрывают их личность. До 2017 года, когда бывшие участники группы подали судебный иск, фронтмен коллектива Тобиас Форге тоже оставался анонимным. Солист выступает в роли череды персонажей, носящих титул Папа Эмеритус (с латыни это можно перевести как «Почётный папа»). Когда Форге изображает Папу Эмеритуса, он носит маску с гримом. Персонажа описывают как «демонического антипапу», и он пережил пять перевоплощений: Папа Эмеритус I, II, III, Папа Эмеритус Нихил (также известный как Нулевой Папа Эмеритус) и Папа Эмеритус IV. Для альбома Prequelle, вышедшего в 2018 году, и последующего тура Тобиас Форге представил нового персонажа, Кардинала Копию. В марте 2020 года, на последнем шоу концертного тура, Кардинал Копия получил титул Папа Эмеритус IV и характерный грим черепа. В альбоме Impera (2022) и последующем туре Тобиас Форге остаётся в роли Папы Эмеритуса IV.

## История

### 2006—2011: Формирование иOpus Eponymous
Коллектив был сформирован в 2006 году, когда будущий фронтмен Тобиас Форге написал песню «Stand by Him». Затем он связался со своим бывшим коллегой по рок-группе Repugnant, Густавом Линдстромом, чтобы записать песню в студии.
```
«Я сказал, что это, скорее всего, один из самых тяжёлых метал-риффов в истории. Прежде чем я придумал припев, он постоянно снился мне. Каждый раз, когда я брал в руки гитару, всё заканчивалось именно этим риффом. А когда я подбирал слова, текст так и просился быть сатанинским»
```

В начале 2008 года Тобиас и Густав записали три песни: «Stand by Him», «Prime Mover» и «Death Knell». Тогда же Форге решил, что создаст группу с особым сценическим имиджем. Главными чертами имиджа стала анонимность и любовь Форге к фильмам ужасов и «традициям Скандинавского метала». Первоначально Форге хотел быть гитаристом в группе, но по итогу стал солистом. Он должен был носить папские регалии, с лицом, раскрашенным под человеческий череп. Остальные музыканты должны были ходить в одинаковых чёрных мантиях с капюшоном и масках, оставаясь на сцене неузнаваемыми, как и сам Тобиас.

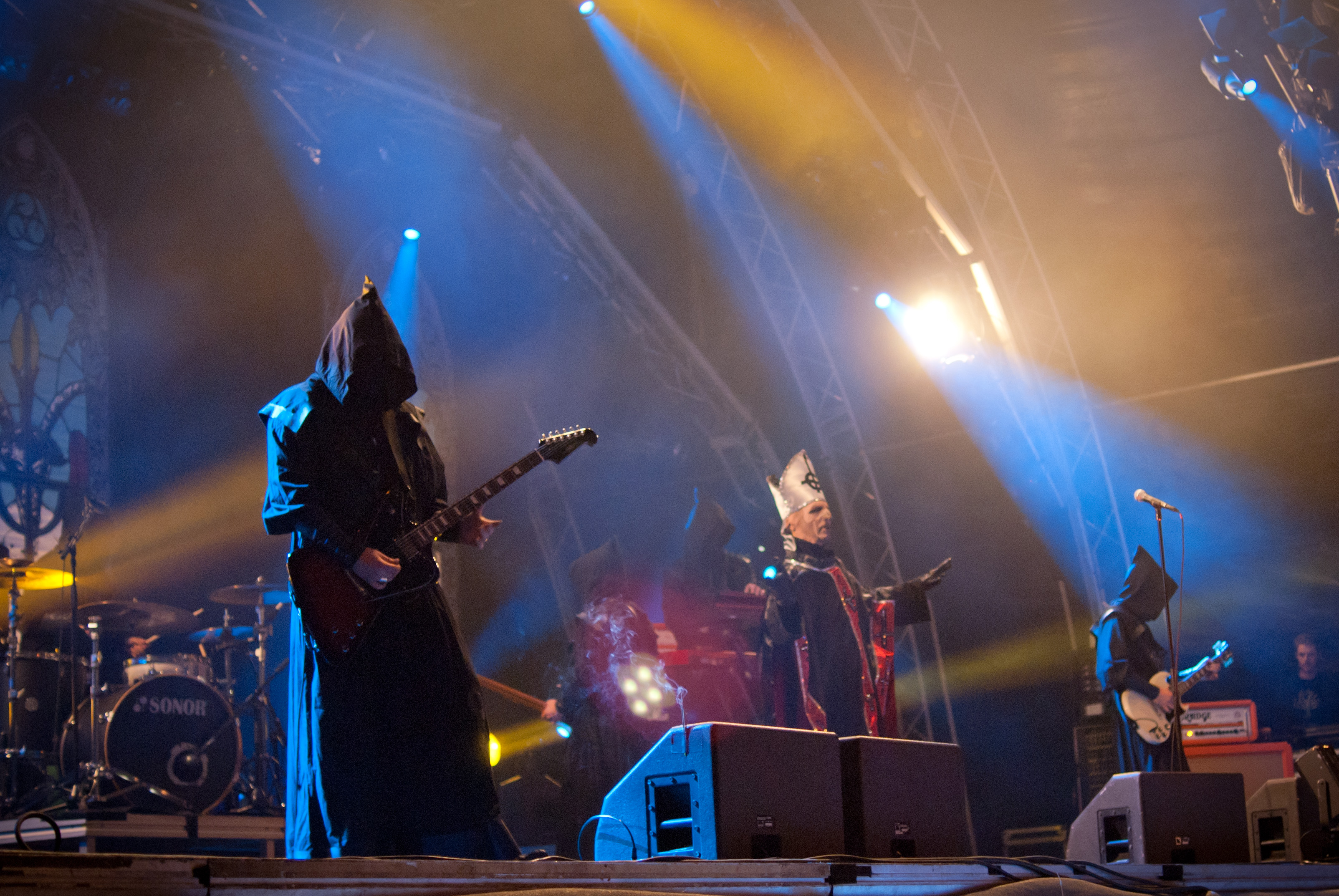
Ghost выступают на рок-фестивале в Мальмё, 2011 год

12 марта 2010 года Тобиас выложил первые три демо-песни Ghost на MySpace, и в течение последующих двух дней им поступило множество звонков от звукозаписывающих лейблов с предложением сотрудничества. 20 июня был выпущен первый сингл «Elizabeth», вдохновлённый историей Елизаветы Батори. 18 октября Ghost выпустили дебютный студийный альбом Opus Eponymous на независимом лейбле Rise Above Records, который достиг 50 места в шведском хит-параде Sverigetopplistan по результатам первой недели. Пластинка была номинирована в категории «Лучший хард-рок альбом» на церемонии «Grammis» в 2011 году. Свой первый концерт Ghost дали 23 октября в Вюрцбурге.
В апреле 2011 года Ghost выступали на разогреве готической метал-группы Paradise Lost в туре Draconian Times MMXI. 29 мая группа впервые выступила в США на рок-фестивале Maryland Deathfest. 11 июня они выступили на рок-фестивале Download Festival в Великобритании, где Фил Ансельмо пригласил их на сцену вместе исполнить песню «Bury Me In Smoke» группы Down. 18 января 2012 года группа начала свой первый тур по США, который начался в Нью-Йорке и закончился в Лос-Анджелесе в феврале.

### 2012—2014:Infestissumam
В феврале 2012 года один из Безымянных Гулей сообщил о том, что группа написала песни для второго альбома. В июне 2012 года Ghost одержали победу в номинации «Группа-прорыв» на церемонии Metal Hammer Golden Gods Awards. В октябре Ghost приехали в Нашвилл, штат Теннесси, чтобы продолжить работу с Ником Раскулинцем. Альбом планировали выпустить до конца 2012 года, однако группе предложили ещё один тур. Лейбл Rise Above Records, который был дистрибьютором первой пластинки, решил, что следующий альбом должен быть выпущен уже на другом лейбле. Ghost заключили контракт с независимым лейблом Loma Vista Recordings в сотрудничестве с Republic Records. 15 декабря, во время концерта в Линчёпинге, группа представила новый сингл «Secular Haze», выпущенный онлайн ранее в тот же день, и кавер на песню «I’m a Marionette» группы ABBA. На этом же концерте представили Папу Эмеритуса II, который стал преемником первого. 20 декабря был анонсирован второй студийный альбом Infestissumam, выход которого запланирован на первую половину 2013 года.

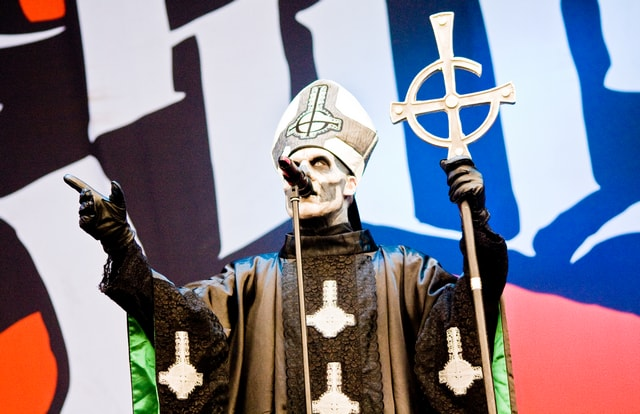
Ghost выступают на рок-фестивале в Чили, 2013 год

5 февраля 2013 года стало известно, что Ghost сменили название в США на Ghost B.C. из-за «юридических причин», которые коллектив отказался комментировать. Безымянный Гуль заявил, что сокращение B.C. — очевидная отсылка к «Before Christ» (рус. До Рождества Христова, до Христа), однако группа по-прежнему называется Ghost, и дополнение к названию должны скоро убрать. От B.C. в названии группа смогла отказаться в 2015 году. С 24 февраля по 3 марта Ghost выступали на фестивале Soundwave в Австралии.
Альбом Infestissumam должен был выйти 9 апреля, но несколько компаний в США отказались производить CD-диски с делюкс-изданием из-за обложки, которая была похожа на «оргию XVI века». Чтобы не затягивать надолго выход альбома, группа решила использовать для США обложку стандартного издания. В Европе и на виниле в США оставили первоначальную версию обложки. В США альбом вышел 16 апреля. Infestissumam попал в чарты 7 стран, выиграл «Grammis» и P3 Guld Award в номинации «Лучший хард-рок/метал альбом» 2013 года, а также был хорошо принят критиками.
14 апреля Ghost выступили на музыкальном фестивале Коачелла, после которого гастролировали по США, а затем выступили несколько раз в Южной Америке на разогреве у Iron Maiden и Slayer, в том числе на рок-фестивале Rock in Rio. В октябре группа выступала на разогреве у Avenged Sevenfold и Deftones. 20 ноября состоялся релиз первого мини-альбома If You Have Ghost, дистрибьютором выступил Republic Records; пластинка почти полностью состояла из каверов. EP продюсировал Дэйв Грол.
В январе 2014 года Ghost получили 6 номинаций на рок-премии Loudwire Music Awards. С 17 января по 2 февраля группа гастролировала в Австралии в рамках фестиваля Big Day Out. С 17 апреля по 17 мая состоялась серия концертов в США, а в июле они выступили на европейском рок-фестивале Sonisphere.

### 2015—2017:Meliora

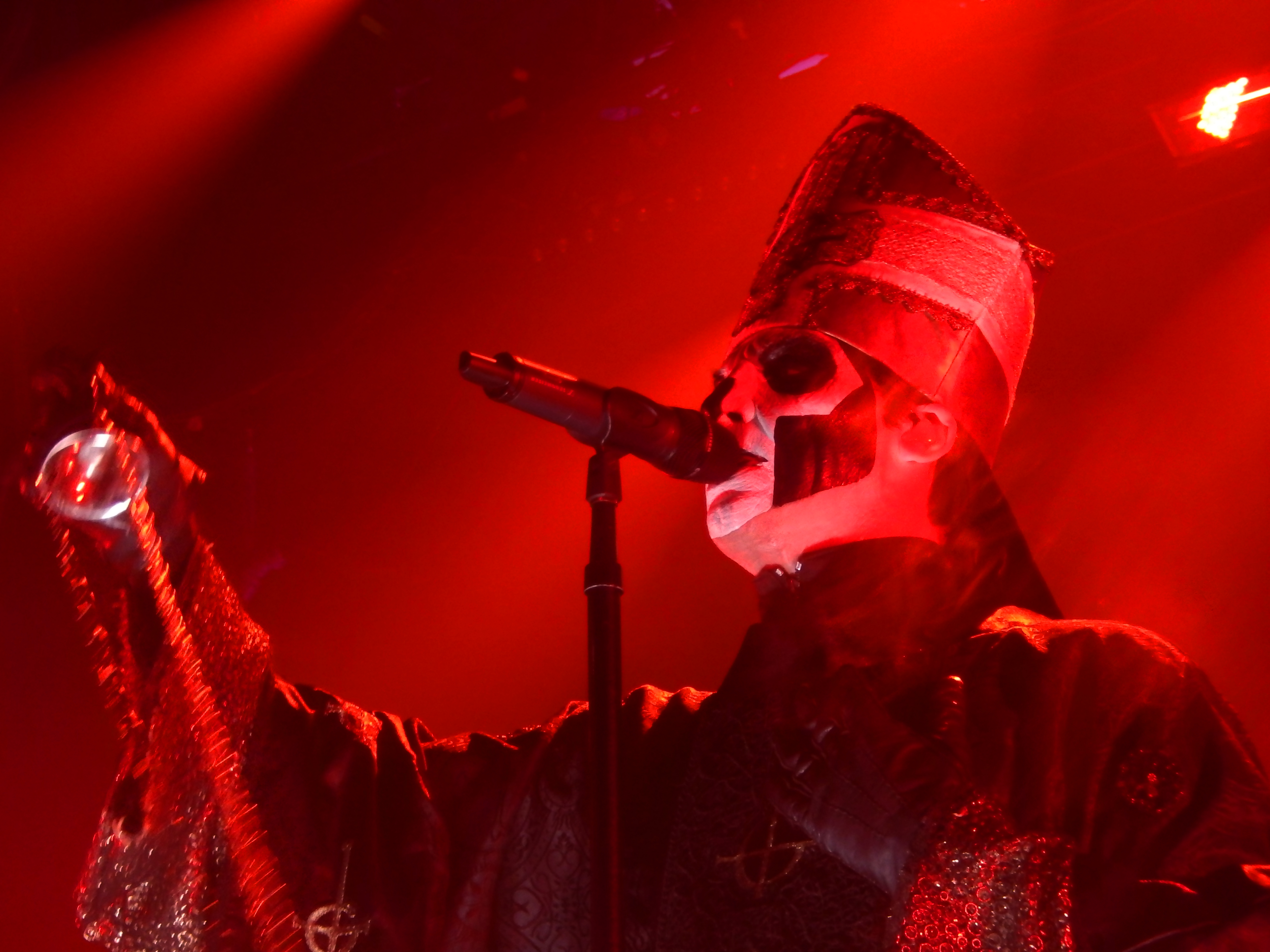
Ghost выступают на рок-фестивале в Руане, 2016 год

Третий студийный альбом Meliora был выпущен 21 августа 2015 года. 28 мая в рекламе на телеканале VH1 Classic было объявлено, что Папу Эмеритуса II «уволили», и на его место пришёл его брат Папа Эмеритус III, который младше Папы Эмеритуса II на 3 месяца. 30 мая на сайте группы опубликовали сингл «Cirice», который в 2016 году одержал победу на премии «Грэмми» в номинации «Лучшее метал-исполнение». Папа Эмеритус III впервые выступил на концерте 3 июня 2015 года в Линчёпинге, где группа исполнила песни с предстоящего альбома. 22 июля стало известно, что из названия коллектива убрали приписку «B.C.». В августе, незадолго до выхода Meliora, Ghost занимались промоушеном альбома в США: группа дала пятидневный акустический тур по музыкальным магазинам США. Папа Эмеритус III выступал с зачёсанными назад чёрными волосами, без фирменной митры. С ним были два гитариста Безымянных Гулей, а Папа аккомпанировал им на казу. С 22 сентября стартовал тур Black to the Future по США и Европе, который закончился 21 декабря. Весной и в середине лета 2016 года Ghost выступили с повторным туром по США.
12 сентября 2016 года группа выпустила песню «Square Hammer», а 16 сентября был выпущен второй мини-альбом Popestar. В тот же день стартовал одноимённый тур в США, который длился больше года. В марте-апреле 2017 года группа выступала в Европе. С июня по июль они играли на разогреве американского тура Iron Maiden. После тура Безымянный Гуль подтвердил, что группа скоро начнёт записывать новый альбом который концептуально намного мрачнее Meliora. Тобиас подтвердил в одном из интервью, что следующий альбом выйдет в 2018 году. 24 августа группа выпустила видеоклип на песню «He Is». В конце финального шоу тура Popestar 30 сентября 2017 года Папу Эмеритуса III утащили со сцены. На сцену вышел Папа Эмеритус Ноль — позже он стал известен как Папа Нихил. 8 декабря в цифровом формате был выпущен лайв-альбом Ceremony and Devotion; релиз на физических носителях состоялся в январе 2018 года.

### 2018—2020:Prequelle

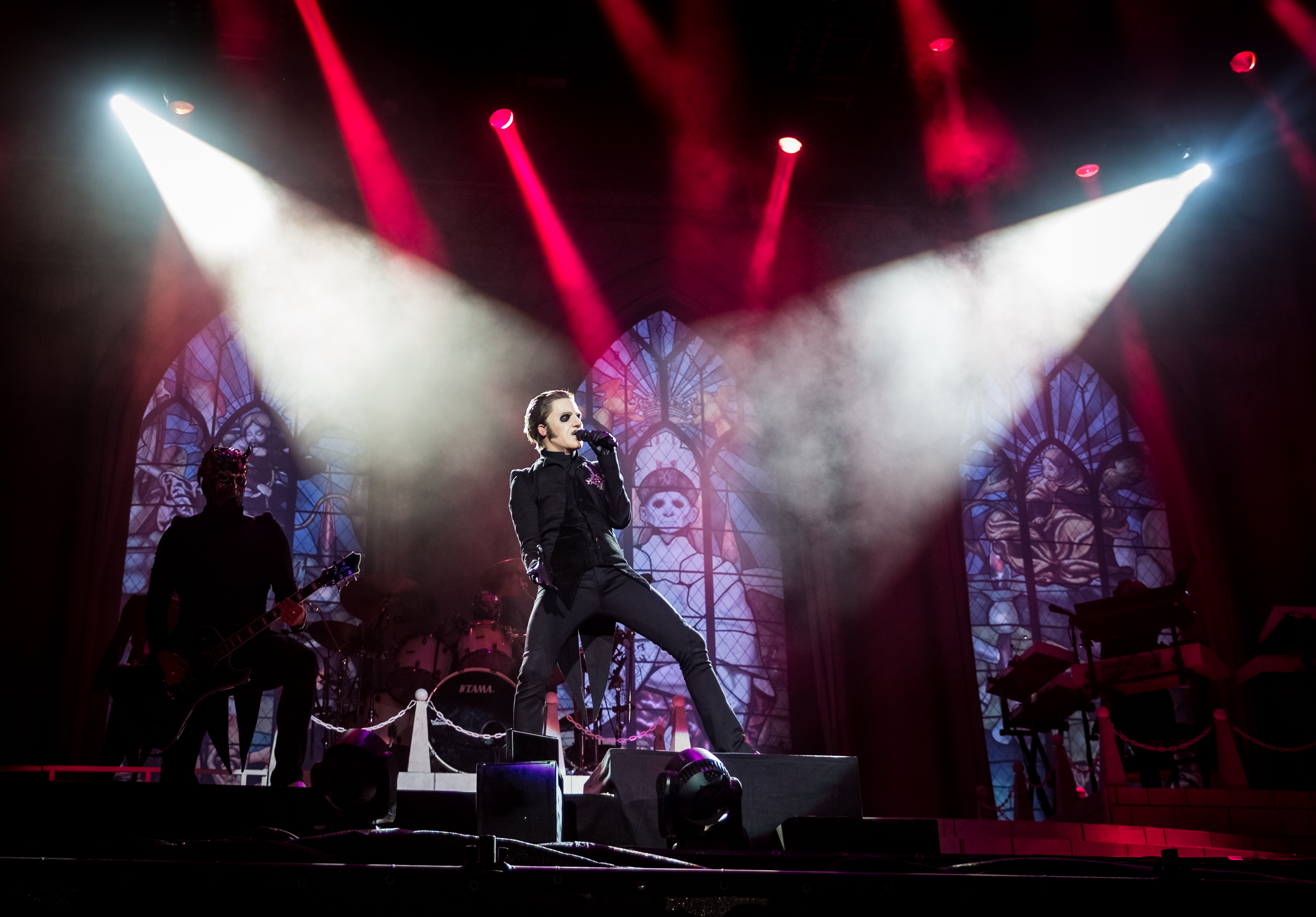
Ghost выступают на фестивале Wacken Open Air, 2018 год

13 апреля 2018 года Ghost выпустили сингл «Rats» и клип к нему; неделей ранее, на акустическом концерте в Чикаго, был представлен «новый» фронтмен коллектива — Кардинал Копия. Также в группу добавили саксофониста Папу Нихила, так что Ghost расширились до септета. Второй сингл «Dance Macabre» был выпущен 17 мая, а релиз третьего студийного альбома Prequelle состоялся 1 июня. С 5 мая по 1 июня Ghost гастролировали по США в поддержку Prequelle. 19 июля группа выступала на разогреве концерта Guns N’ Roses в Осло. 30 ноября 2018 года группа Emigrate выпустила песню «I’m Not Afraid», в которой в качестве приглашённого артиста пел Кардинал Копия.
9 сентября в Лондоне Ghost начали масштабный концертный тур A Pale Tour Named Death, который завершился 3 марта 2020 года; было дано 137 концертов в США, Европе, Азии, Австралии и Южной Америке. 17 октября вышел клип на песню «Dance Macabre», а 20 декабря был выпущен видеоклип «Faith». 13 сентября 2019 года был выпущен сингл Seven Inches of Satanic Panic. Ghost выпустили видеоклип на песню «Kiss the Go-Goat» 12 сентября в качестве «Главы 8» их веб-сериала «Chapters».
3 марта 2020 года, на последнем концерте тура, Кардинал Копия стал Папой Эмеритусом IV и получил папские регалии и грим черепа.

### 2020 — 2023:Impera

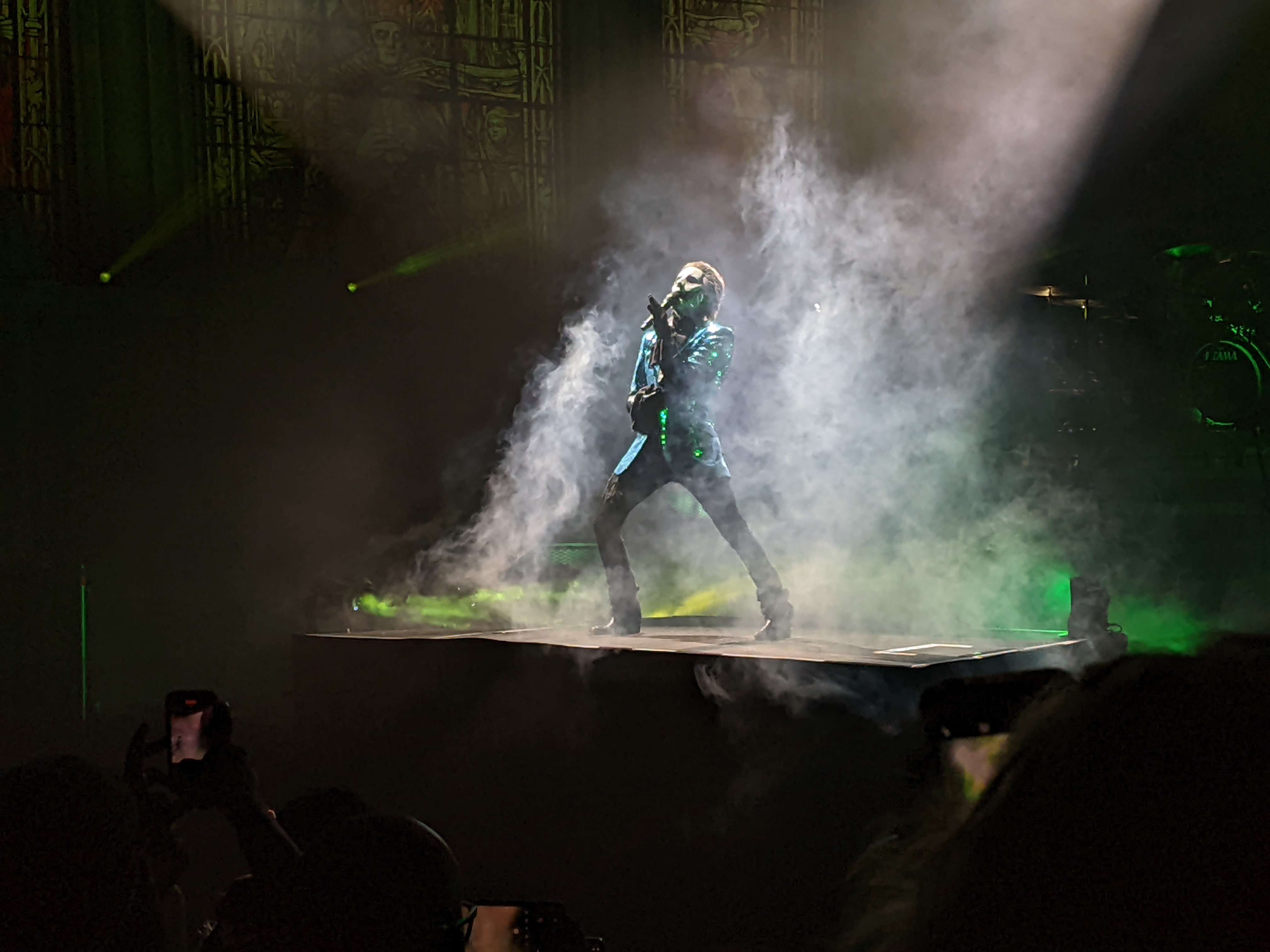
Ghost выступают в Сан-Диего, 2022 год

8 октября 2020 года Ghost объявили, что выпустят новый альбом зимой, а тур весной 2021 года будет отложен на осень из-за пандемии COVID-19. В тот же день группа стала 23-м обладателем награды Music Export Prize от шведского правительства. 21 октября стало известно, что коллектив вернётся на студию звукозаписи лишь в январе. Релиз альбома был отложен на конец 2021 года. 30 декабря Ghost сообщили, что на 2021 год готовят несколько новых больших проектов, включая альбом и выступления.
21 января 2021 года Папа Эмеритус IV впервые появился на шведском телевидении, чтобы исполнить кавер «Sympathy for the Devil» вместе с The Hellacopters. 3 марта был выпущен видеоклип «Life Eternal», который был видеозаписью финального концерта группы в марте 2020 года. 10 сентября состоялся релиз трибьют-альбома The Metallica Blacklist в честь юбилея одноимённой пластинки, где Ghost представили кавер на «Enter Sandman». 30 сентября состоялся релиз сингла «Hunter’s Moon», который стал саундтреком к фильму «Хэллоуин убивает». В интервью 30 октября 2021 года Тобиас раскрыл концепцию предстоящего нового альбома группы: «взлёт и падение империй».
20 января 2022 года состоялась премьера нового сингла «Call Me Little Sunshine». Тогда же стало известно название нового студийного альбома группы — Impera. В день выхода песня моментально заняла первую строчку Apple Music Швеции, а также достигла топ-3 iTunes в той же стране (в мае песня добралась до вершины Hot Mainstream Rock Tracks). 2 марта Ghost выпустили второй сингл альбома «Twenties». Гастрольный тур Imperatour стартовал 25 января, финальный концерт запланирован на октябрь 2023 года. 8 марта было анонсировано сотрудничество Ghost с гоночной командой JD Motorsports. 11 марта состоялся релиз пятого студийного альбома Impera. 17 марта Ghost выступили на шоу «Джимми Киммел в прямом эфире» с «Call Me Little Sunshine», запись выступления прошла в мавзолее. 27 июля был опубликован видеоклип на песню «Spillways». В августе композиция «Mary on a Cross» завирусилась в TikTok, и 26 августа была выпущена обновлённая замедленная версия песни. В том же месяце Тобиас в одном из интервью рассказал, что у него уже есть видение следующего альбома группы, который будет отличаться от Impera.
26 января 2023 года была выпущена обновленная версия сингла «Spillways» при участии Джо Эллиотта. 1 февраля прошла выставка «эры Ghost 1969 года» в Лос-Анджелесе. 19 мая состоялся релиз третьего мини-альбома Phantomime. Одним из синглов стал кавер на песню Jesus He Knows Me группы Genesis. 7 июля в сотрудничестве с Патриком Уилсоном вышла кавер-версия «Stay» группы Shakespear Sister. Она стала саундтреком к фильму «Астрал 5: Красная дверь». На концертах были запрещены телефоны — предположительно, Ghost планируют выпустить альбом с live-версиями или видеозапись концерта. Группа завершила Imperatour в октябре 2023 года тремя концертами в Австралии, причём выступление в Брисбене 7 октября 2023 года стало последним концертом с участием Папы Эмеритуса IV. 11 октября 2023 года Форге объявил, что готовит фильм о Ghost. Выступления на Kia Forum 11 и 12 сентября станут частью этого фильма.

### 2023 — настоящее время:шестой студийный альбом
1 декабря 2023 года Ghost выпустили альбом-сборник под названием «13 Commandments». В рамках этого издания состоялся глобальный релиз эксклюзивного трека Meliora Redux «Zenith» на стриминговых сервисах. До этого он был доступен только на физических носителях. В интервью Metal Hammer 9 декабря 2023 года Форге подтвердил, что работа над следующим студийным альбомом уже началась. Он заявил, что уже написано несколько песен, а позже в новогоднем послании признал, что в 2024 году будет «много нового».
Группа опубликовала тизер к фильму 4 апреля 2024 года. Не раскрывая названия фильма, тизер показал папу Эмеритуса IV на сцене и объявил, что фильм скоро выйдет по всему миру. Позже, 1 мая, группа сообщила даты показа фильма — 20 и 22 июня 2024 года. Также стало известно название фильма: «Rite Here Rite Now». Трейлер к фильму вышел 9 мая.

## Участники
- Тобиас Форге — вокал, гитара, перкуссия, клавишные, бас в альбомах; вокал на сцене
  - Папа Эмеритус (2010–2017, 2020–2025):
    - Папа Эмеритус I (2010–2012)
    - Папа Эмеритус II (2012–2015)
    - Папа Эмеритус III (2015–2017)
    - Папа Эмеритус IV (2020–2025)

  - Кардинал Копия (2018–2020)
  - Папа V Перпетуа (с 2025)
- Папа Нихил — саксофон (2018–2020, с 2022) на сцене
- Безымянные Гули — гитара, бас, синтезаторы, перкуссия, барабаны, бэк-вокал, орган на сцене

Участники Ghost изображают последователей Римско-католической церкви, однако вместо Троицы поклоняются Сатане. До 2017 года музыкантов группы было пятеро, и каждый из них соответствовал одному из 5 элементов: лид-гитарист — огонь, басист — вода, клавишник — воздух, барабанщик — земля, ритм-гитарист — эфир. На музыкальных инструментах всегда присутствовали алхимические символы. С релизом Meliora все 5 элементов присутствовали на костюме каждого, но отдельный символ стихии всегда был выделен, чтобы отличать гулей друг от друга. В 2018 году состав Безымянных Гулей расширился: добавили третьего гитариста, двух клавишниц и Папу Нихила в качестве саксофониста.

### Папа Эмеритус

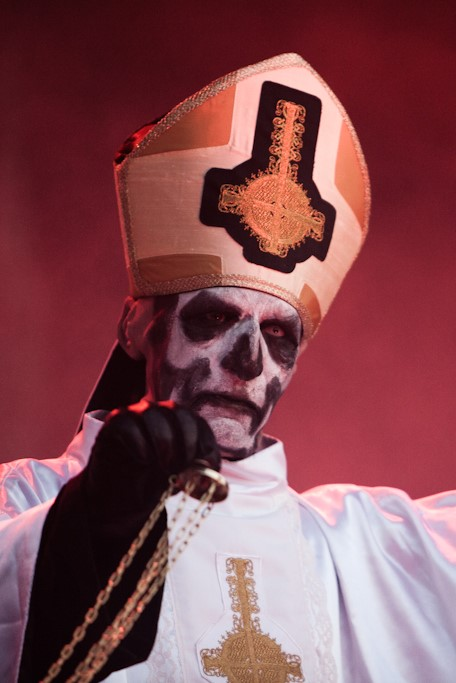
Папа Эмеритус I, 2012 год

Обычно вокалист и фронтмент группы выступает в роли Папы Эмеритуса, руководителя сатанинской церкви. На 2023 год было представлено 4 персонажа с таким титулом:
- Папа Эмеритус I (2010–2012), также известный как Примо
- Папа Эмеритус II (2012–2015), также известный как Секондо
- Папа Эмеритус III (2015–2017), также известный как Терцо
- Папа Эмеритус IV (с 2020), его имя — Копия

Папа Эмеритус I выступал перед публикой с 2010 года, а 12 декабря 2012 года на концерте в Линчёпинге был представлен его преемник — Папа Эмеритус II. 3 июня 2015 года появился Папа Эмеритус III, который пришёл на смену Папе Эмеритусу II, так как тот недобросовестно исполнял свои обязанности. Известно, что Папа Эмеритус III всего на 3 месяца младше предшественника. Они оба — родные братья. В 2017 году на сцене показали Нулевого Папу Эмеритуса (также известного как Папа Нихил). По возрасту Папа Нихил был значительно старше остальных пап и не мог двигаться самостоятельно. 19 января 2018 года группа опубликовала видео, в котором персонаж, предположительно Папа Эмеритус IV, слушает альбом «Ceremony и Devotion» на кассете, критикуя вокальные способности Папы Эмеритуса III. Лицо персонажа скрыто за кадром, но видно, что он одет в красное облачение, похожее на кардинальское. Позже выяснилось, что это кардинал Копия. 3 марта 2020 года, на последнем концерте тура в поддержку Prequelle папа Нихил упал и «умер», а кардинал Копия стал папой Эмеритусом IV. Позже Папа Нихил был «воскрешен» во время европейской части Imperatour.
Питер Хелье, бывший коллега бывшего участника Ghost Мартина Перснера, заявил, что это он придумал внешний вид и концепцию Папы Эмеритуса в 2005 году, ещё до образования группы. Хелье никогда не выступал в этом образе и разрешил Перснеру использовать его для тогда нового коллектива. Позднее Форге подтвердил эту информацию.

### Кардинал Копия

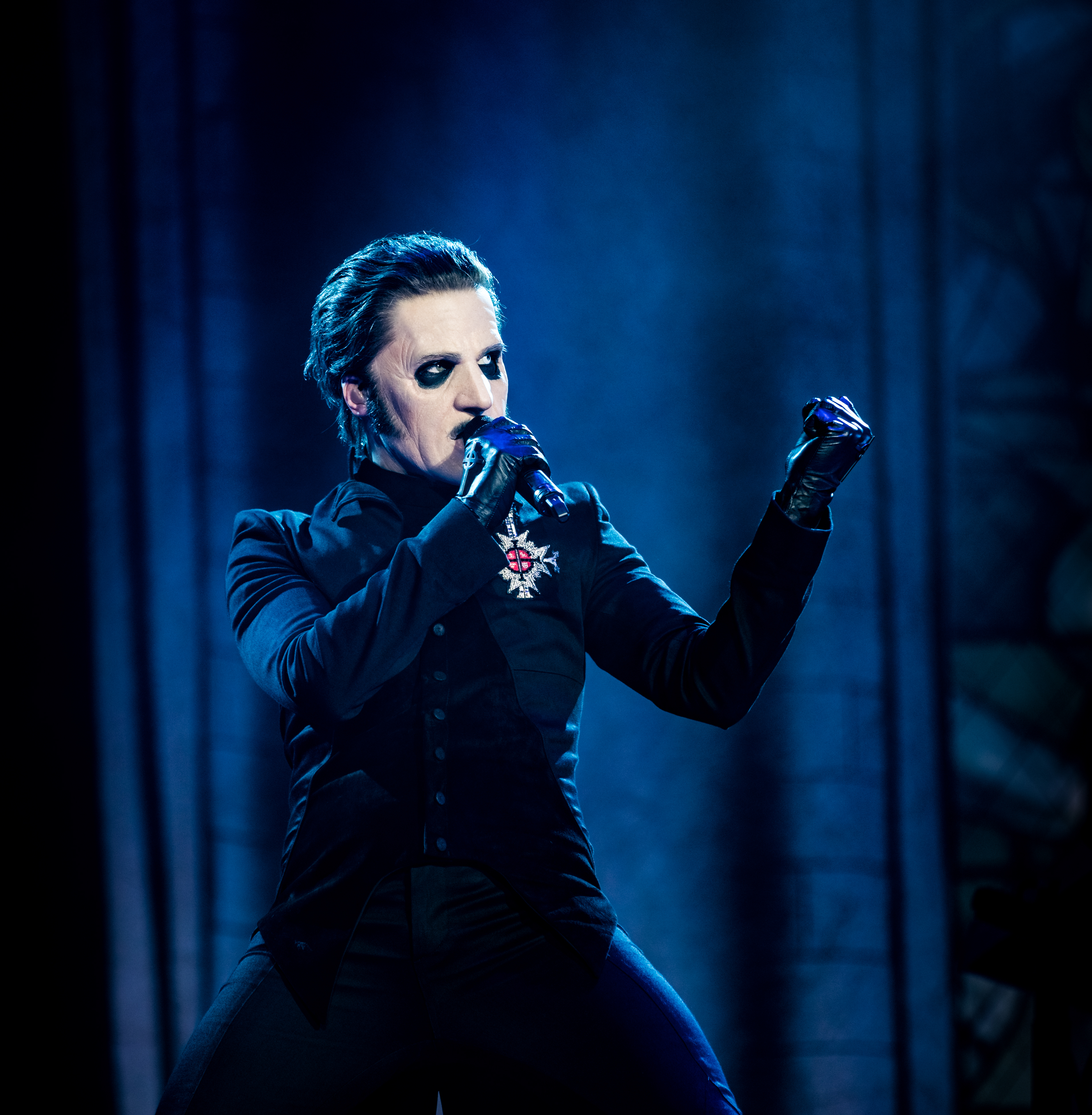
Кардинал Копия в 2018 году

В апреле 2018 года стало известно, что «новым лидером» Ghost станет кардинал Копия, который дебютировал с группой на закрытом акустическом шоу 6 апреля; он не принадлежит к роду Пап Эмеритусов. В одном из интервью Форге сравнивал его появление с существованием ситхов в «Звёздных войнах»: «Всегда существуют двое, мастер и его подмастерье. И если он будет хорошо делать свою работу, то может заслужить свой грим».
Форге описал ситуацию с новым фронтменом так: «Вот почему у нас новый парень. Кардинал — не босс. Он просто ведущий. Кардинал — это младшая фигура по отношению к Папе. У нас все еще есть Почетный Папа [Зеро, он же Папа Нихил], но он передает свои полномочия. Он должен научить кардинала быть Папой, чтобы тот заслужил свой грим черепа».
Копия выступал в нескольких костюмах: кардинальском облачении, чёрном и белом смокинге. У него чёрный макияж глаз и разноцветные глаза, как и у предыдущих Пап Эмеритусов.
В промо-ролике к туру по США 2018 года было показано видео, в котором предыдущие Папы были убиты, а их тела забальзамированы. В интервью, вышедшем в следующем месяце, Форге заявил, что Кардинал Копия отличается от предыдущих фронтменов ещё и тем, что должен продержаться в коллективе около пяти лет. В тот же период к группе присоединился Папа Нихил — единственный персонаж, которого на сцене играет не Тобиас Форге и при этом у него есть имя. Изначально представленный как Папа Эмеритус Зеро, Нихил — предок всех предыдущих Пап Эмеритусов, а после «смерти» его потомков — единственный выживший представитель рода Пап Эмеритусов, о котором нам известно наверняка. Во время финального шоу тура в поддержку Prequelle Кардинал Копия был «возведен» в ранг Папы Эмеритуса IV.

### Личности участников

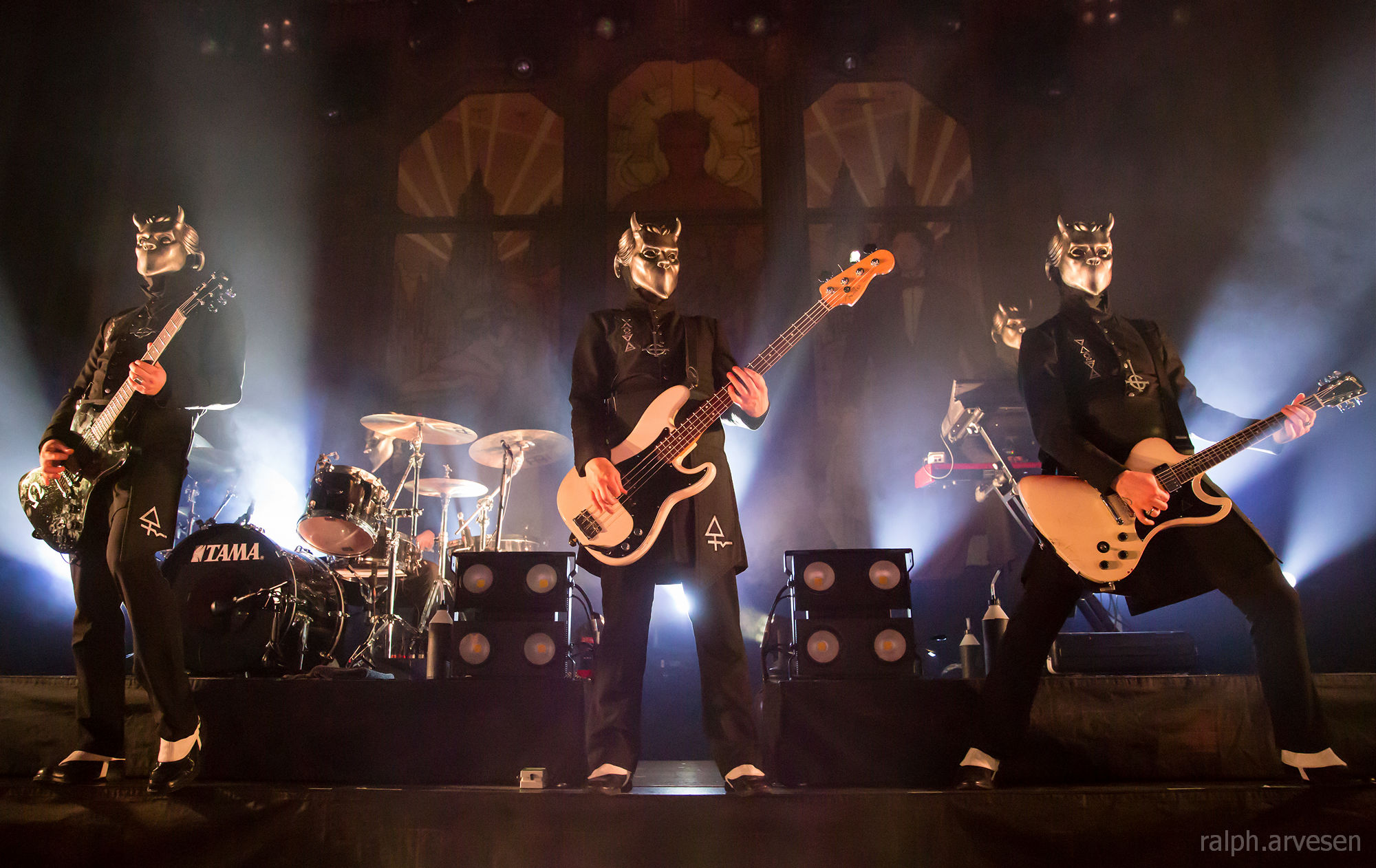
Безымянные Гули выступают в Остине, 2016 год

Анонимность — главная отличительная черта группы, и до 2017 года никто из участников не раскрывал своей личности; музыканты группы назывались Безымянными Гулями (или Безымянными Упырями). Во время автограф-сессий они подписывали мерч своими алхимическими символами, Тобиас же подписывался сценическим псевдонимом или ставил инициалы «P. E.».
Один из Гулей говорил, что, несмотря на многочисленные предположения и слухи, идея группы скрывать свою личность не является пиар-ходом или средством привлечения внимания, а нужна для того, чтобы люди фокусировались не на личности музыкантов, а на их творчестве. Он также сказал: «Если бы музыка не была зажигательной, я не думаю, что люди стали бы сходить с ума только из-за нашей внешности». В 2011 году один из музыкантов также сказал, что их часто путают с техническими специалистами, что помогает оставаться неузнаваемыми, однако их также могли спокойно выгнать с концертной площадки перед самым шоу, поэтому Гулям постоянно приходится носить с собой пропуск за кулисы. Также группа признавалась, что им удобно оставаться инкогнито в реальной жизни, чтобы спокойно проводить время с семьёй и друзьями; тем не менее, личность фронтмена группы, Тобиаса Форге, практически была рассекречена ещё в 2011 году.
В августе 2013 года один из участников группы в интервью Джеку Осборну заявил, что даже Дэйв Грол выступал вместе с Ghost, переодевшись в костюм одного из Гулей. В апреле 2014 года также стало известно, что состав Безымянных Гулей неоднократно менялся на протяжении всего существования коллектива.

#### Судебный иск
В начале 2017 года бывшие участники Ghost (Симон Содерберг, Мауро Рубино, Мартин Хьерштедт и Хенрик Палм) подали иск в суд против Тобиаса Форге. Покинув коллектив в 2016 году, все четверо обратились в окружной суд Линчёпинга с целью засудить Форге за удержание налогов и заработной платы другим участникам. Бывшие участники также заявили, что «наш вокалист и бывший друг бесстыдным образом пытается переделать Ghost из группы в сольный проект с нанятыми музыкантами». Сам же Форге ответил, что между участниками не было никакого юридического соглашения, они получали зарплату за выступления и на сцене воплощали образ коллектива в роли, как он сказал, «музыкантов по найму». Тобиас также подтвердил, что считает Ghost своим сольным проектом: «Хотя я никогда не хотел, чтобы это было так, но надо называть вещи своими именами. Я начал это в 2006 году, и никого из состава 2016 года не было на первой пластинке. Называйте это сольным творчеством, если хотите, но я называю это проектом». 17 октября 2018 года окружной суд Линчёпинга отклонил иск бывших участников группы.

### Бывшие участники
| Элемент    | Настоящее имя    | Позиция в группе      | Годы      |
| ---------- | ---------------- | --------------------- | --------- |
| Эфир       | Мартин Перснер   | Ритм-гитарист         | 2010–2016 |
| Огонь      | Симон Содерберг  | Главный гитарист      | 2010–2016 |
| Воздух     | Мауро Рубино     | Клавишник             | 2011–2016 |
| Земля      | Мартин Хьерштедт | Барабанщик            | 2014–2016 |
| Эфир, вода | Хенрик Палм      | Ритм-гитарист, басист | 2015–2016 |
| Вода       | Густав Линдстром | Басист                | 2010–2011 |
| Земля      | Аксель Холмгрен  | Барабанщик            | 2010–2014 |
| Вода       | Рикард Оттосон   | Басист                | 2011–2014 |
| Вода       | Линтон Рубино    | Басист                | 2014–2015 |
| Вода       | Меган Томас      | Басист                | 2016      |

## Дискография

### Студийные альбомы
- Opus Eponymous (2010)
- Infestissumam (2013)
- Meliora (2015)
- Prequelle (2018)
- Impera (2022)
- Skeletá (2025)

## Концерты и туры
- Heritage Hunter Tour (2012)
- Popestar Tour (2016—2017)
- A Pale Tour Named Death (2018—2020)
- Imperatour (2022—2023)
- Skeletour (2025)

## Музыкальный стиль
Основные жанры Ghost — хард-рок, хеви-метал, дум-метал, поп-рок, прогрессивный рок, психоделический рок, оккультный рок и стадионный рок. Безымянные Гули описывают музыку Ghost как смесь поп-музыки и дэт-метала.
В разговоре с Noisey.com Безымянный Гуль назвал Ghost блэк-метал-группой в традиционном смысле слова, но сказал, что они, вероятно, не вписываются в нормы нынешней блэк-метал-сцены. Он описал музыку Ghost как смесь между поп-музыкой и дэт-металом.
В одном из интервью Безымянный Гуль сказал, что на них повлияло «всё: от классического рока до экстремальных андеграундных метал-групп 80-х, от партитур к фильмам до грандиозной эмоциональной гармонической музыки». Один из участников группы сказал, что шведское и скандинавское блэк-метал движение начала 90-х годов играет важную роль в их творчестве, и отметил, что каждый участник группы является выходцем из метала.
Однако группа неоднократно заявляла, что не стремится быть только метал-группой. Для своего второго альбома Ghost выбрали более разнообразный стиль написания песен. Один из участников сказал: «Мы старались, чтобы каждая песня имела свою фишку».
Лишь несколько участников группы пишут песни. В 2017 году Форге заявил, что он главный автор всех песен, кроме «Year Zero» и «Zenith», которые были идеями Перснера. На вопрос о том, как ему удается сохранять звучание Ghost, несмотря на большие изменения в составе, Форге ответил, что ему приходится учить их играть так же, как он сам. По его словам, он хороший гитарист, но средний барабанщик, басист и клавишник. Так что это вопрос того, как заставить группу «недоиграть вместе».
Их тексты часто носят сатанинский характер. Один из гулей сказал: «Первый альбом посвящен грядущему приходу Дьявола, описанному в библейских терминах, подобно тому, как церковь говорит, что конец света близок. [Infestissumam] — альбом о присутствии Дьявола и Антихриста». Тем не менее, группа не раз заявляла, что их образ — всего лишь насмешка: «У нас нет никаких воинственных намерений. Мы развлекательная группа». Группа активно шутит во время своих выступлений. Infestissumam также затрагивает тему «отношения людей к божеству или Богу, такие темы, как покорность и суеверие, ужасы религиозности». Кроме того, Безымянный Гуль сказал, что второй альбом посвящен тому, «что человечество — в основном мужчины — на протяжении всей истории и даже в наши дни считало присутствием дьявола. Именно поэтому альбом так насыщен сексуальными темами и женщинами. Инквизиция, по сути, состояла из мужчин, обвинявших женщин в том, что они дьяволы, только потому, что у мужчин на них стояк».
На театральность группы повлияли Kiss, Дэвид Боуи и Элис Купер, но один из участников сказал, что большее влияние оказали Pink Floyd. Позже Гуль назвал Death SS влиянием на их «приемы», но не на музыку.

## Скандалы
Сатанинская тематика Ghost на протяжении всей карьеры является проблематичной, особенно в США. Во время записи второго студийного альбома Infestissumam в Нашвилле они не могли найти хоровых исполнителей, поэтому части песен приходилось записывать на студии в Голливуде. Обложка альбома также подверглась критике от американских дистрибьюторов из-за слишком откровенного изображения, из-за этого выход пластинки был отложен. Один из интервьюеров предположил, что рост популярности коллектива в США способствует тому, что их музыка чаще проигрывается на радиостанциях, на что один из Безымянных Гулей ответил, что вся их музыка забанена на большинстве радиостанций, а клипы не показывают даже в ночное время суток. 31 октября 2015 года состоялось первое выступление Ghost на американском телевидении в программе «Позднее шоу со Стивеном Кольбером».
Ресторан Kuma's Corner в Чикаго, посвящённый хэви-металлу, добавил в свое меню гамбургер под названием «The Ghost» в честь Ghost. В его рецепт входит козья лопатка, красное вино и облатка для причастия. Местный католический кулинарный блогер признал, что, хотя неосвященная облатка не может служить для Евхаристии, она все же символична. Он назвал это «насмешкой над чем-то святым». Владелец ресторана признал наличие разногласий и заявил, что уважает религию, но отказывается убрать бургер, ссылаясь на Первую поправку. Чтобы продемонстрировать свое уважение к противоположным взглядам, он также пожертвовал 1500 долларов в благотворительную организацию Catholic Charities Чикагской архиепархии.

## Награды и номинации
American Music Awards
| Год  | Номинируемая работа | Категория          | Результат |
| ---- | ------------------- | ------------------ | --------- |
| 2022 | Impera              | Любимый рок-альбом | Победа    |

Bandit Rock Awards (англ. Bandit Rock Awards)
| Год  | Номинируемая работа | Категория                         | Результат |
| ---- | ------------------- | --------------------------------- | --------- |
| 2016 | Ghost               | Лучшее живое выступление в Швеции | Победа    |
| 2016 | Ghost               | Лучшая шведская группа            | Победа    |
| 2016 | Meliora             | Лучший шведский альбом            | Победа    |
| 2017 | Ghost               | Лучшее живое выступление в Швеции | Победа    |
| 2017 | Ghost               | Лучшая шведская группа            | Победа    |
| 2017 | Popestar            | Лучший шведский альбом            | Победа    |

Grammis Awards
| Год  | Номинируемая работа | Категория                    | Результат |
| ---- | ------------------- | ---------------------------- | --------- |
| 2011 | Opus Eponymous      | Лучший хард-рок альбом       | Номинация |
| 2014 | Infestissumam       | Лучший хард-рок/метал альбом | Победа    |
| 2015 | Meliora             | Лучший хард-рок/метал альбом | Победа    |
| 2016 | Popestar            | Лучший хард-рок/метал альбом | Победа    |
| 2016 | Ghost               | «Шведский экспорт»           | Номинация |
| 2019 | Prequelle           | Лучший хард-рок/метал альбом | Номинация |
| 2023 | Impera              | Лучший хард-рок/метал альбом | Победа    |
| 2024 | Phantomime          | Лучший хард-рок/метал альбом | Номинация |

Grammy Awards
| Год  | Номинируемая работа       | Категория               | Результат |
| ---- | ------------------------- | ----------------------- | --------- |
| 2016 | «Cirice»                  | Лучшее метал исполнение | Победа    |
| 2019 | Prequelle                 | Лучший рок-альбом       | Номинация |
| 2019 | «Rats»                    | Лучшая рок-песня        | Номинация |
| 2023 | «Call Me Little Sunshine» | Лучшее метал исполнение | Номинация |
| 2024 | «Phantom of the Opera»    | Лучшее метал исполнение | Номинация |

iHeartRadio Music Awards
| Год  | Номинируемая работа | Категория            | Результат |
| ---- | ------------------- | -------------------- | --------- |
| 2023 | «Impera»            | Лучший рок-альбом    | Победа    |
| 2023 | Ghost               | Рок-исполнитель года | Номинация |

Loudwire Music Awards
| Год              | Номинируемая работа    | Категория                | Результат |
| ---------------- | ---------------------- | ------------------------ | --------- |
| 2013             |                        |                          |           |
| Ghost            | Живое выступления года | Номинация                |           |
| Infestissumam    | Метал-альбом года      | Номинация                |           |
| Ghost            | Метал-альбом года      | Номинация                |           |
| «Year Zero»      | Метал-песня года       | Номинация                |           |
| «Year Zero»      | Метал-видео года       | Номинация                |           |
| Papa Emeritus II | Вокалист года          | Номинация                |           |
| 2015             | Nameless Ghoul         | Лучший басист            | Победа    |
| 2015             | Ghost                  | Лучшее живое выступление | Номинация |
| 2015             | Meliora                | Лучший метал-альбом      | Победа    |
| 2015             | Ghost                  | Лучшая метал-группа      | Номинация |
| 2015             | «Cirice»               | Лучшая метал-песня       | Номинация |
| 2015             | «Cirice»               | Лучшее метал-видео       | Номинация |
| 2015             | Papa Emeritus III      | Лучший вокалист          | Номинация |
| 2015             | Papa Emeritus III      | «Rock Titan»             | Номинация |
| 2016             | «Square Hammer»        | Лучшая метал-песня       | Номинация |
| 2016             | «Square Hammer»        | Лучшее метал-видео       | Победа    |
| 2016             | Ghost                  | Лучшее живое выступление | Номинация |
| 2016             | Papa Emeritus III      | «Rock Titan» года        | Номинация |

Metal Hammer Golden Gods Awards
| Год  | Номинируемая работа | Категория   | Результат |
| ---- | ------------------- | ----------- | --------- |
| 2012 | Ghost               | Прорыв года | Победа    |

P3 Guld Awards
| Год  | Номинируемая работа | Категория               | Результат |
| ---- | ------------------- | ----------------------- | --------- |
| 2014 | Infestissumam       | Лучший рок/метал альбом | Победа    |

## Галерея

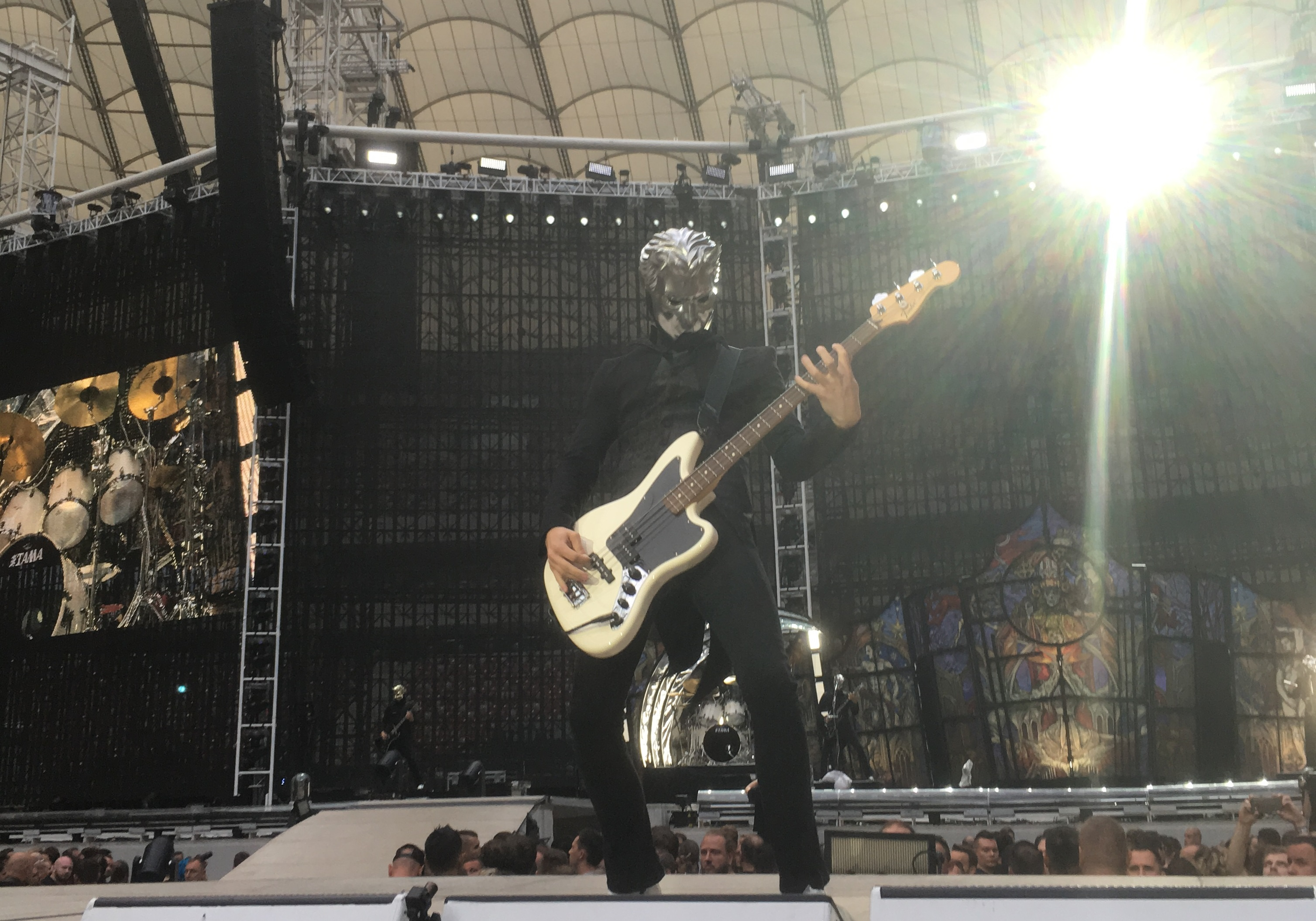
Безымянный упырь (бас-гитара)
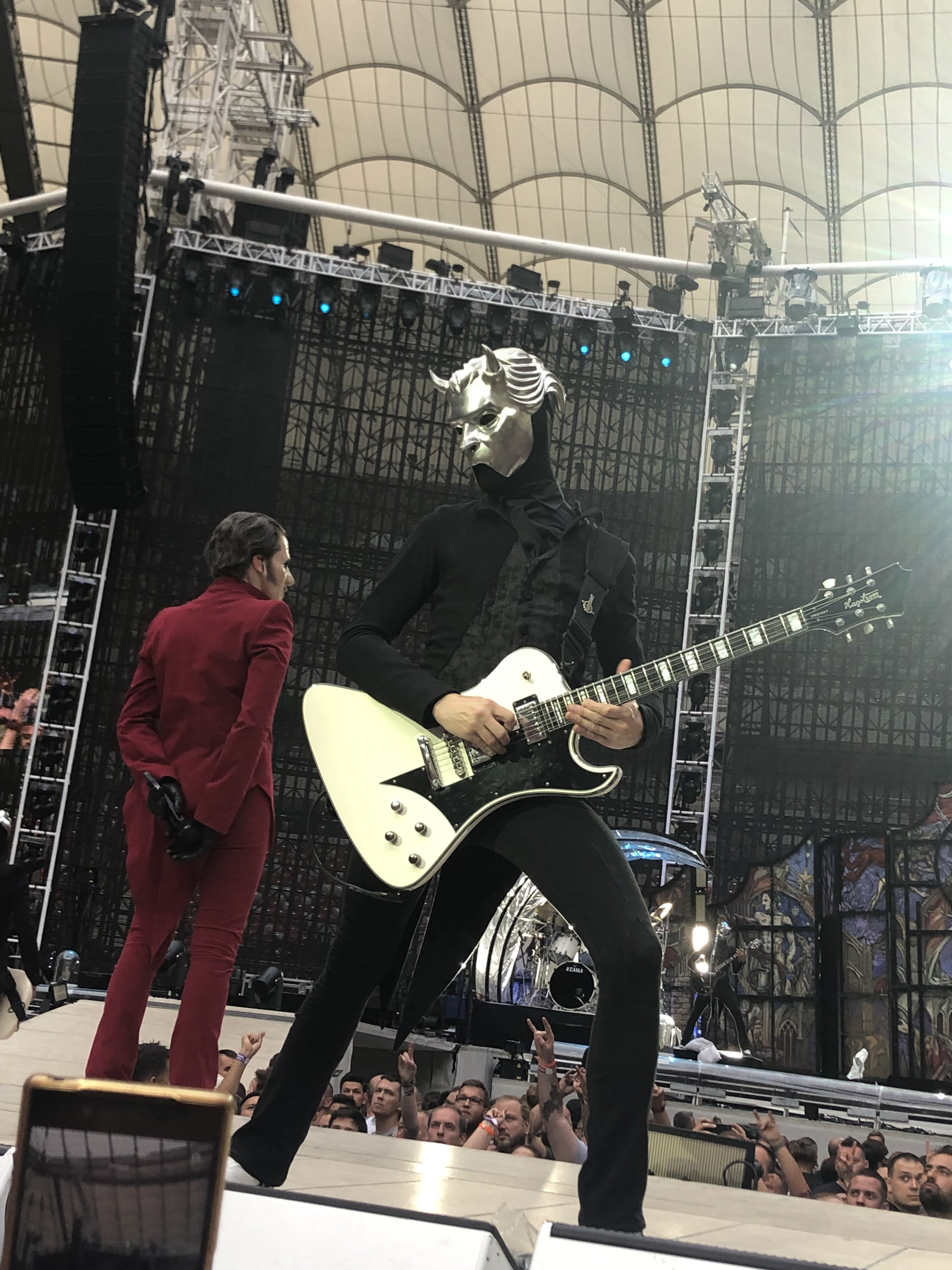
Безымянный упырь (соло-гитара)
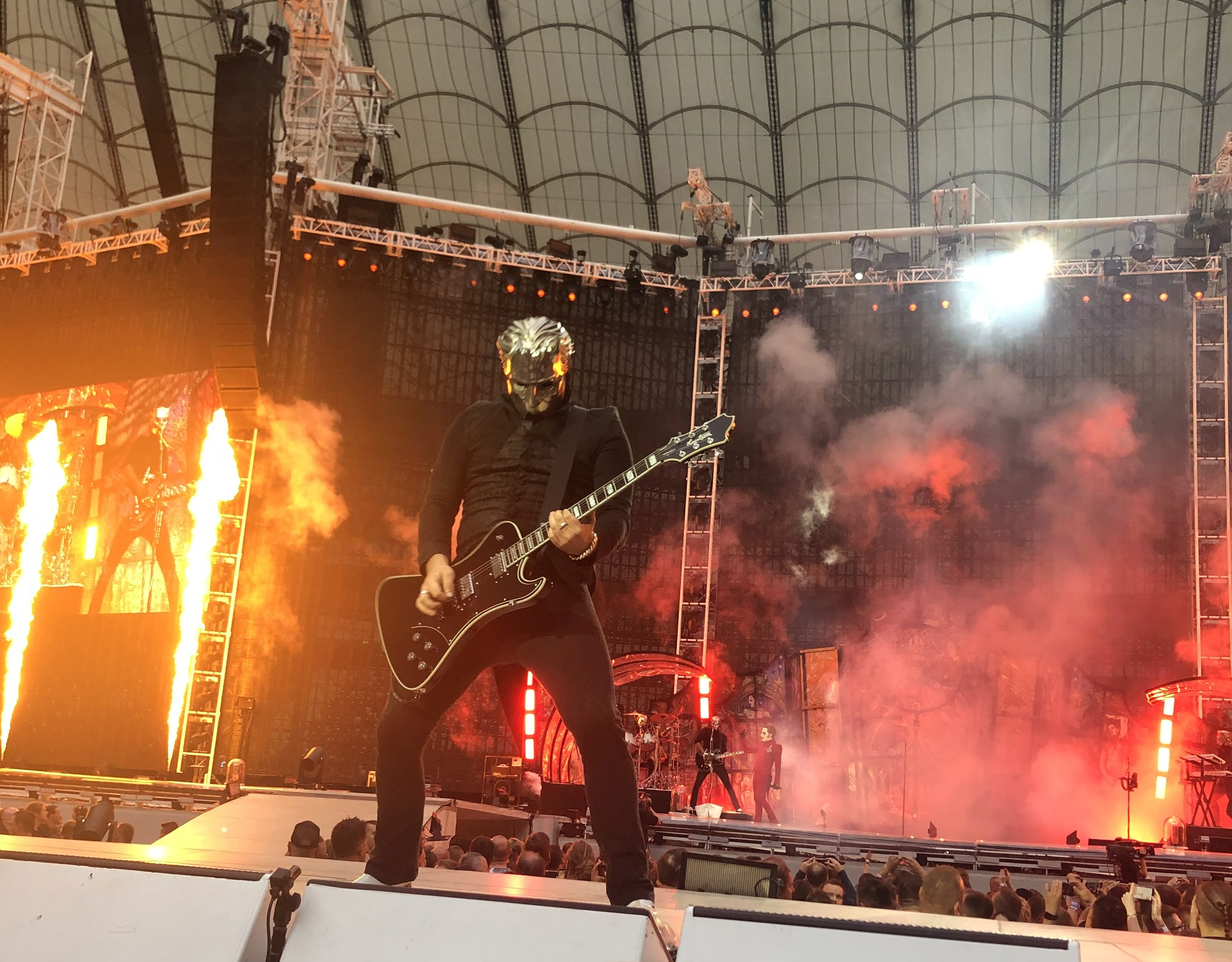
Безымянный упырь (ритм-гитара)
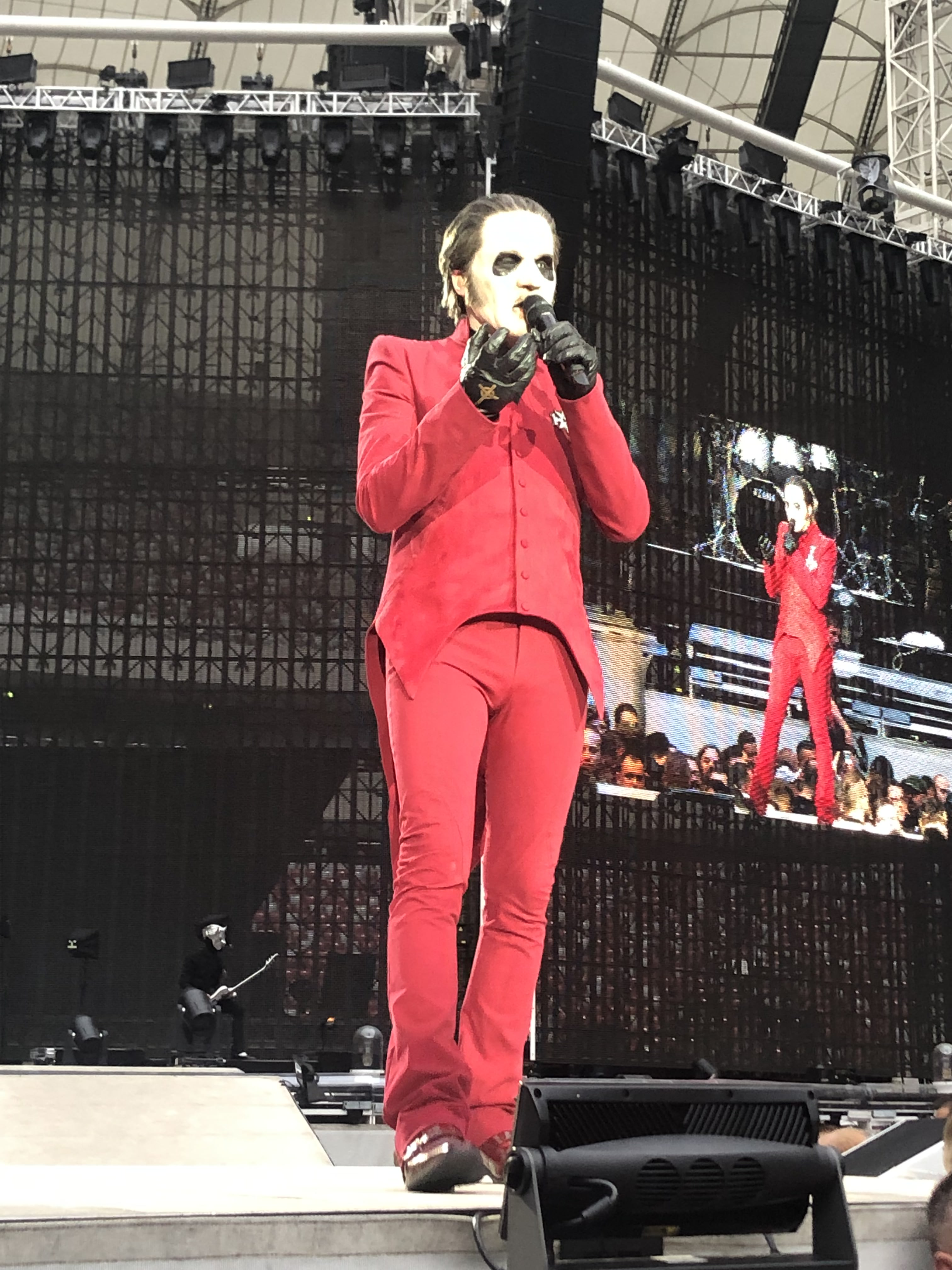
Кардинал Копия